# Mitsuo Yamada
Mitsuo Yamada (山田 満夫 Yamada Mitsuo?, nacido el 26 de mayo de 1994 en Hokkaido) es un futbolista japonés que juega como centrocampista.
En 2013, Yamada se unió al Matsumoto Yamaga FC de la J2 League. Después de eso, jugó en el Azul Claro Numazu.

## Trayectoria

### Clubes
| Club                 | País      | Año         |
| -------------------- | --------- | ----------- |
| Matsumoto Yamaga FC  | Japón     | 2012 - 2014 |
| Matsumoto Yamaga FC  | Japón     | 2017-2018   |
| Azul Claro Numazu    | Japón     | 2018-2019   |
| Wollongong United FC | Australia | 2021-Act.   |

## Estadística de carrera

### J. League
| Club                | Año   | J. League | J. League | Copa J. League | Copa J. League | Total | Total |
| Club                | Año   | Part.     | Goles     | Part.          | Goles          | Part. | Goles |
| ------------------- | ----- | --------- | --------- | -------------- | -------------- | ----- | ----- |
| Matsumoto Yamaga FC | 2013  | 0         | 0         | -              | -              | 0     | 0     |
| Matsumoto Yamaga FC | 2014  | 0         | 0         | -              | -              | 0     | 0     |
| Matsumoto Yamaga FC | 2018  | 0         | 0         | -              | -              | 0     | 0     |
| Azul Claro Numazu   | 2019  | 10        | 1         | -              | -              | 10    | 1     |
| Total               | Total | 10        | 1         | 0              | 0              | 10    | 1     |